# Vigilance (Genève)
Pour les articles homonymes, voir Vigilance (homonymie).
Vigilance est un parti politique genevois créé en 1964 et disparu dans les années 1990.

## Histoire de sa création
Le parti se constitue en 1965 à la suite de la création d'une pièce de théâtre de Walter Weideli. Cette pièce, Le Banquier sans visage, est consacrée au financier genevois Jacques Necker, ministre des finances de Louis XVI et porte un regard critique sur la bourgeoisie genevoise de l'époque. Ce spectacle doit être présenté lors des festivités marquant le 150e anniversaire de l'entrée de Genève dans la Confédération suisse (1815) et est fortement critiqué à droite, en particulier son subventionnement. Le nouveau mouvement Vigilance lance alors le slogan « Restons princes dans notre ville ».

## Doctrine politique et résultats électoraux
Le mouvement milite dans un premier temps contre la présence d'étrangers, surtout italiens, à Genève dans le sillage des initiatives contre l'emprise étrangère de James Schwarzenbach et Valentin Oehen. Il critique également la présence des organisations internationales et lance un référendum contre la Fondation pour les immeubles à leur intention (FIPOI). 
Ses principales figures sont le conseiller national Mario Soldini et l'avocat Arnold Schläpfer. Son slogan est Restons princes en notre ville. Vigilance obtient d'emblée 10 sièges de députés au Grand Conseil en 1965, n'est plus représentée en 1969, retrouve ses 10 députés en 1973 et est réduite à 8 en 1977 puis 7 sièges en 1981. Son apogée est atteint en 1985 avec 19 sièges (devenant le 2e parti du canton juste après les libéraux) mais de nombreux candidats qui ne pensaient pas être élus démissionnent et l'aile centriste de Vigilance s'inquiète de points de vue trop xénophobes de leur président, Éric Bertinat, proche du Front national français. Celui-ci démissionne en 1988. Par la suite, le parti retombe à 9 sièges en 1989 et finit par disparaitre. 
L'Union démocratique du centre, le Parti des automobilistes et le Mouvement citoyens genevois font plus tard appel à la même sensibilité et idées politiques, récupérant du même coup d'anciens militants comme Pierre Schifferli (UDC), Roger Golay (MCG) et Éric Bertinat (UDC). Mais d'autres militants comme le futur procureur général du canton Olivier Jornot, qui le rejoint encore adolescent, iront rejoindre le Parti libéral suisse. Le négationniste Gaston-Armand Amaudruz aurait pour sa part aidé à la fusion de plusieurs partis nationalistes suisses  [réf. nécessaire]  .
« La filiation avec l’extrême droite est indiscutable », estime le quotidien suisse  Le Temps. Le conseiller national du parti, Mario Soldini, était un ancien militant de l'Union nationale de Georges Oltramare, grande figure genevoise du fascisme de l’entre-deux-guerres. Un député de Vigilance, Pierre Jaquiard, qui est aussi responsable des Jeunesses vigilantes, après qu'un député du Parti du Travail a traité le groupe Vigilance au Grand Conseil de « Bande de fascistes ! », a rétorqué « Et je suis fier de l’être ! »,.
Vigilance a eu une section vaudoise, issue en fait du Mouvement républicain, entre 1985 et 1987. Elle sera absorbée par l'Action nationale.

## Publications
- Vigilance : bulletin d'information du Comité de vigilance, 1964-1978 (nos 1-137)
- Le vigilant, 1978-mars 1991 (nos 138-257)